# Nintendo Entertainment System Control Deck
Il Nintendo Entertainment System Control Deck (noto anche come NES 2 o NES-101 dal suo codice articolo, detto anche Top Loader) è una versione aggiornata della console NES venduta solo negli Stati Uniti d'America ad eccezione di una rarissima nonché introvabile edizione in formato PAL venduta esclusivamente in Australia e Nuova Zelanda.

## Storia
Il NES-101 fu commercializzato a partire dal 15 ottobre 1993 ad un prezzo di 49,99$, circa due anni dopo l'introduzione del Super Nintendo Entertainment System ("SNES", o "Super Nintendo"), la console che Nintendo aveva prodotto per sostituire il NES.

Rimase in vendita fino al 1995.

## Caratteristiche tecniche

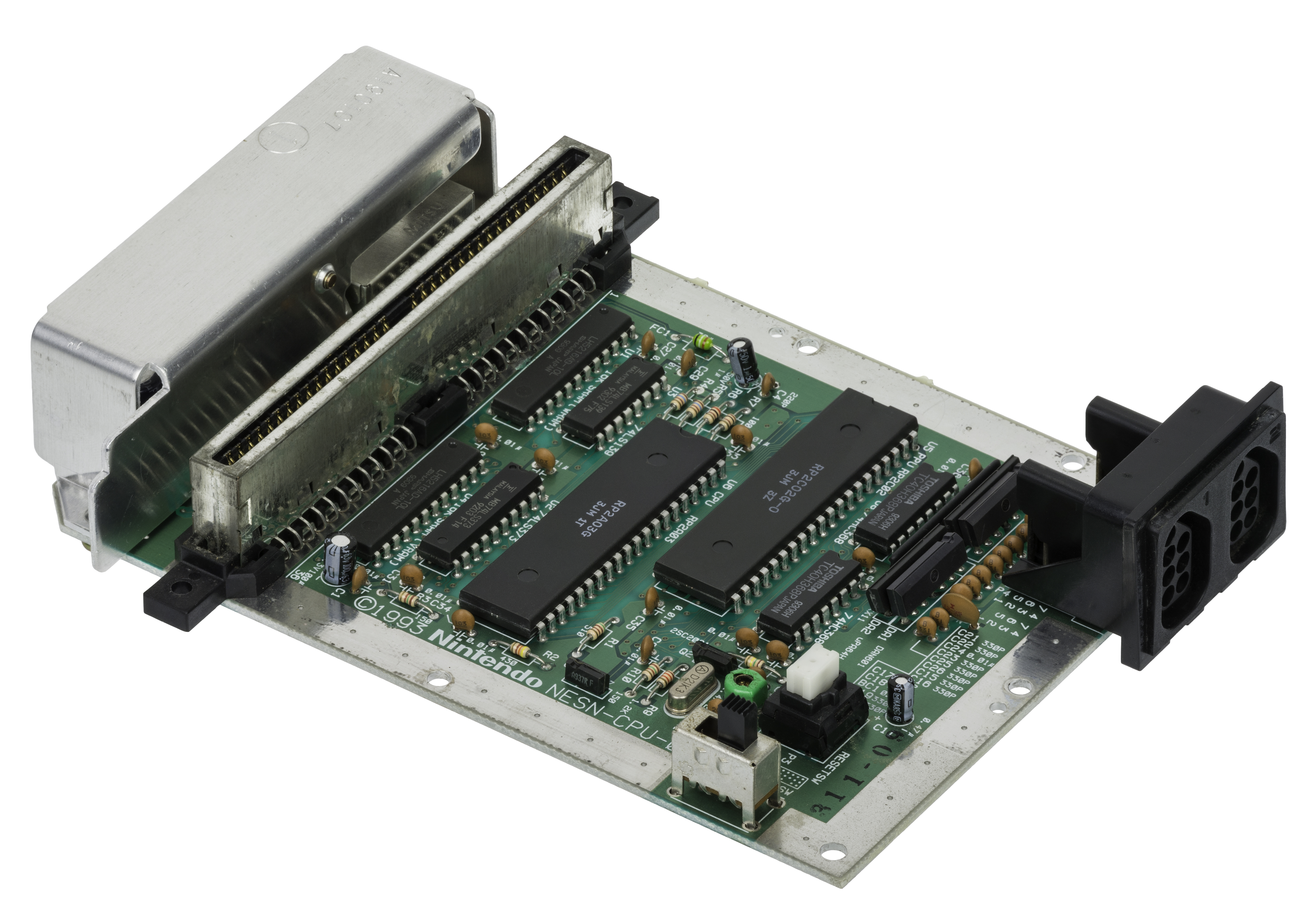
La scheda madre del Nintendo Entertainment System 2 (NES-101).

Rispetto al NES la console presentava un contenitore ridisegnato e più compatto con plastiche bianche e caricamento delle cartucce sul lato superiore. Il NES-101 era stilisticamente simile al modello HVC-101 del Famicom, venduto in Giappone nello stesso periodo, da cui si differenziava per alcune specifiche tecniche.
La console fu riprogettata da zero non solo per riprendere l'aspetto della versione nordamericana del Super Nintendo ma anche per sistemare alcuni problemi di ergonomia del NES del 1985.

Il nuovo contenitore fu progettato da Lance Barr, che aveva progettato anche quelli del NES-001, dell'SNS-001 (il primo Super Nintendo) e dell'SNS-101 (la seconda versione del Super Nintendo): i pulsanti di accensione e di reset (che non avevano mai dato problemi nel NES originale) furono posizionati sulla parte superiore e arrotondati per riprendere le curve della console.

A differenza del primo NES e del Super Nintendo, il NES-101 non aveva la spia di accensione a LED.
Ma la più grossa novità fu la rimozione del sistema di caricamento delle cartucce di tipo ZIF che tanti problemi aveva causato sulla precedente versione. Sul NES, infatti, l'utente doveva aprire lo sportellino frontale, inserire la cartuccia e premerla verso il basso. A causa del notevole spazio interno, il vano tendeva a raccogliere polvere e sporcizia che, con il tempo, andavano ad accumularsi sul connettore interno ostacolando, se non impedendo del tutto, l'avvio dei giochi. Avvio che era alle volte impedito anche dall'usura del meccanismo di carica, di tipo basculante, i cui contatti col tempo tendevano a deteriorarsi.

L'utente era così costretto ad inserire più volte la cartuccia, oppure a provare a spostarla leggermente a destra o a sinistra mentre era alloggiata nella sua sede, nel tentativo di trovare un punto in cui la lettura del gioco potesse avvenire regolarmente. Per ovviare a questo problema le soluzioni erano due: ricorrere all'apposito kit di pulitura distribuito da Nintendo oppure aprire la console e provvedere manualmente alla rimozione della sporcizia. Il NES-101 tornò al sistema di caricamento delle cartucce in verticale dal lato superiore della console, con l'inserimento che avveniva direttamente nel connettore senza meccanismi basculanti, il sistema utilizzato nella maggior parte delle console giochi del tempo, molto più semplice ed affidabile.
Questa soluzione però rese molto difficile l'inserimento del Game Genie a causa dei pin posti molto in avanti rispetto ad una tradizionale cartuccia per NES in modo da poter funzionare sul primo modello. Per ovviare a quest' inconveniente, Galoob progettò un adattatore per permettere agli utenti di continuare ad utilizzare la periferica sulla nuova console e la distribuì gratis, fu tuttavia poco richiesto e le scocche furono limitate. L'adattatore si limitava a collegare i pin dello slot alla cartuccia senza alterare in alcun modo il funzionamento della periferica e/o del gioco stesso.
I gamepad furono modificati, abbandonando l'aspetto "quadrato" di quelli del NES (NES-004) per riprendere la forma arrotondata dei controller del SNES. Il loro codice articolo era NES-039, ed erano ufficiosamente noti come "dogbone", per l'aspetto che ricordava quello di un osso.: a differenza dei NES-004, non potevano essere utilizzati con il robot R.O.B. del Famicom per via della loro differente forma. Anche i pulsanti "A" e "B" erano posizionati in diagonale come nei controller dello SNES per essere più facilmente attivati. Il connettore utilizzato nei nuovi gamepad era uguale a quello dei vecchi per cui essi erano intercambiabili fra le 2 console.
Il sistema di autenticazione dei giochi 10NES, anch'esso causa di molti problemi di avvio delle cartucce, fu completamente rimosso, con il risultato che il NES-101 poteva eseguire giochi che non erano ufficialmente distribuiti da Nintendo o progettati per altri mercati.
Per contenere i costi i connettori RCA audio/video erano stati rimossi ed il NES-101 poteva essere collegato ad un televisore solo tramite il connettore RF. Il circuito di generazione del segnale video era stato rivisto ma la scarsa qualità dei componenti impiegati creava delle linee di disturbo nell'immagine..

## L'AV Famicom (HVC-101)

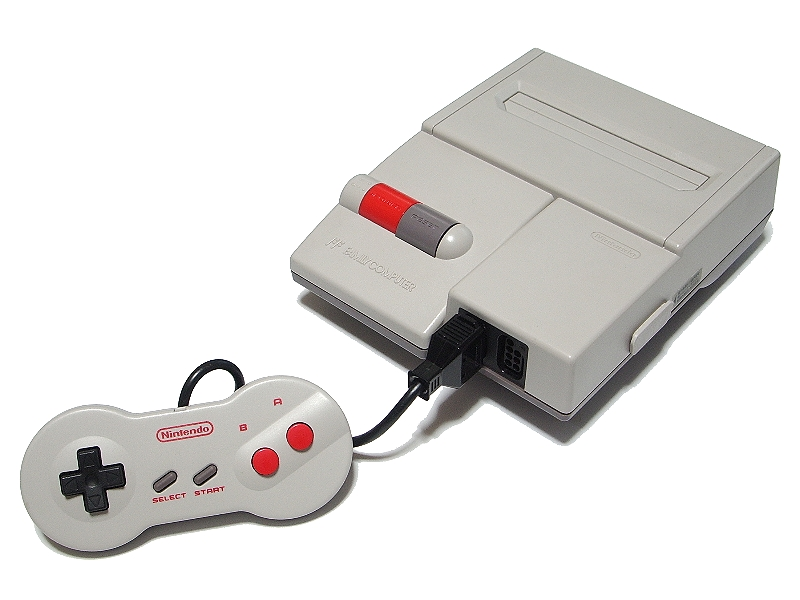
L'AV Famicom (HVC-101).

Anche il Family Computer, la versione del NES per il mercato giapponese, fu sottoposto ad una revisione. Nintendo chiamò la nuova versione della console semplicemente "Family Computer", come l'originale, ma generalmente era indicata come AV Famicom ("AV" era il logo presente sulla confezione del nuovo Famicom e ricordava la presenza dei soli connettori RCA A/V) o New Famicom per distinguerla dal primo modello. Fu commercializzata il 1º dicembre 1993 ad un prezzo di 6.800 yen.. Il codice identificativo del nuovo Famicom era HVC-101. L'AV Famicom era stilisticamente simile al NES-101, messo in commercio in Nord America all'incirca nello stesso periodo.
L'AV Famicom fu progettato per risolvere i principali problemi del modello originale. Il primo riguardava i gamepad, collegati direttamente alla console, che costringevano i produttori hardware di controller particolari ad utilizzare come connessione la porta di espansione del Famicom. Nintendo non solo dotò i gamepad di connettori ma tolse anche il microfono presente in origine sul secondo controller al posto dei pulsanti "Start" e "Select". Il microfono era stato originariamente pensato per ampliare le funzionalità di alcuni giochi ma, in pratica, ben pochi titoli ne fecero uso. I nuovi gamepad avevano come codice ricambio "HVC-102": erano esteticamente identici ai controller NES-039 del NES-101.
Il secondo problema del primo Famicom riguardava la presenza del solo modulatore RF come uscita video. Agli inizi degli anni novanta in Giappone i televisori erano quasi tutti dotati di connettori per il video composito, che offriva una qualità del segnale migliore rispetto a quella del connettore RF classico. Per questo motivo Nintendo tolse l'uscita RF della prima Famicom sostituendola con i connettori AV del nuovo modello, da cui il nome di "AV Famicom". Questa era anche la più grossa differenza rispetto al NES-101, che invece aveva il modulatore RF ma non le uscite A/V. Entrambi i connettori erano presenti nel NES originale.
L'AV Famicom aveva anche un contenitore leggermente differente rispetto a quello del NES-101 per permettere ai possessori del Family Computer Disk System di poter continuare ad usare la periferica: l'area intorno alla porta di inserimento delle cartucce era piatta invece che ricurva, per permettere di inserire la grande cartuccia di espansione della RAM richiesta dal Disk System.

## Revisioni del NES-101
Esistono 2 revisioni note del NES-101, entrambe con una circuiteria video di miglior qualità. La prima ha la stessa porta "AV Multi-Out" presente sul Super Nintendo, sul Nintendo 64 e sul GameCube che sostituisce la porta RF. La seconda presenta la stessa porta RF e lo stesso selettore del canale del NES-101 ma fornisce un segnale video di qualità superiore. Queste revisioni venivano restituite ai clienti che mandavano la propria console in assistenza per la scarsa qualità delle immagini.
Entrambi i modelli sono estremamente rari dato che erano forniti da Nintendo solo come sostituzione delle console mandate in assistenza.